# サロウ
サロウ（Salou）は、スペイン・カタルーニャ州タラゴナ県のムニシピオ（基礎自治体）。地中海に面したコスタ・ドラダの中心的な観光地である。

## 歴史

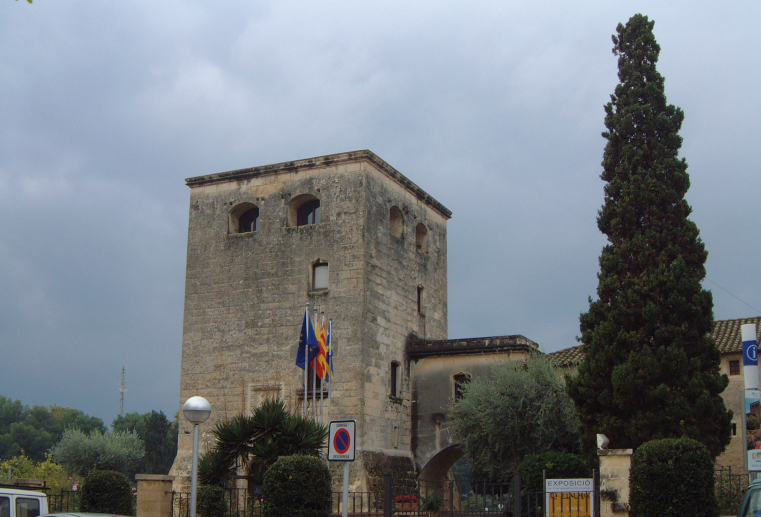
1530年代につくられたトレ・ベリャ

現在の仮説によれば、フォキスから来たギリシャ人によってサランリオ（Salanrio、砂の峡を意味する）が紀元前6世紀につくられた。初めてこの都市の「海洋の仕事」について記したのは、4世紀ローマの記述家アヴィエノである。この本は紀元前530年から紀元前500年の間に書かれたギリシャの文書を元としており、ジブラルタルからマルセイユまでのスペイン地中海岸について地理的な記述をしている。ローマ時代の都市名はサラウリス(Salauris)であり、ヒスパニア・キテリオール有数の海港の一つだった。
ムーア人のイベリア半島征服によって人々は都市を捨てて去り、長い間打ち捨てられた。
レコンキスタが弾みとなってサロウは再び繁栄し始めた。1211年、タラゴナ大司教区内の代官区となった。サロウの天然港としての例外的な役割によって、この地はアラゴン王国有数の海港へと急速に変貌し、この状況は19世紀まで変わらなかった。カタルーニャ商船がマリョルカにいるサラセン人海賊によって襲撃されたため、バルセロナ、タラゴナ、トゥルトーザの商人たちが王に征伐を要請した。1229年9月、アラゴン王ハイメ1世はアラゴン・カタルーニャ連合軍を率いてサロウを出航し、レコンキスタを果たした。
海賊による略奪が住民を脅かすことから、1530年にタラゴナ大司教が防衛用にトレ・ベリャの建設を命じた。
収穫人戦争中の1649年、フェリペ4世の将軍ガライは、レウスを占領し、バルセロナの民兵やカタルーニャ側についたフランス軍に悪用されないようにサロウの監視塔を破壊した。
1673年、タラゴナ大司教は自治体としての特権をサロウに与えた。これにより、サロウとサロウ港は独立した存在となった。1858年、岬の突端に灯台が設置された。
20世紀初頭、サロウ港は世紀の半ばまで衰退し、港での操業を禁じられた。このためサロウは商業・リゾート港への転換を図った。